# Национальная библиотека Люксембурга
Национальная библиотека Люксембурга (фр. Bibliothèque nationale de Luxembourg, люкс. Lëtzebuerger Nationalbibliothéik) — национальная библиотека государства Люксембург и крупнейшая библиотека страны.

## История
Библиотека была основана французской администрацией в 1798 году как городская библиотека Люксембурга. С 1849 года библиотека стала государственной, а в 1899 году получила статус национальной. Первый библиотечный каталог в 1846 году описывал 9978 томов. С 1903 года библиотека вела рукописный каталог на карточках. В 1973 году было сооружено сегодняшнее помещение библиотеки на бульваре Рузвельта № 37. Библиотека имеет ещё два филиала и два хранилища редкой книги. Ценными книгами библиотеки являются 840 рукописных книг и 150 инкунабул.
Библиотека собирает все публикации, которые появляются в Люксембурге, а также все издания, связанные с Люксембургом, выходящие в других странах. Закон об обязательном экземпляре от 10 августа 1992 года обязывает люксембургские издательства присылать в библиотеку обязательные экземпляры. «Люксембургензиана» (Luxemburgensiana) составляет 150 000 томов. Библиотека ведет Люксембургскую национальную библиографию (Bibliographie luxembourgeoise).
Общие фонды библиотеки составляют 750 000 томов и 3600 подписок журналов. Более 30 000 томов находятся в свободном доступе в читальном зале. Ежегодно библиотека обогащается на 10 000 томов. Библиотекой могут пользоваться читатели с 16 лет.
В 1985 году библиотека выступила с инициативой создания библиотечного объединения с общим каталогом, сейчас bibnet.lu объединяет 35 библиотек, его каталог свободно доступен через интернет.

## Белая плесень
Ненадлежащие условия хранения книг в подвальном помещении библиотеки привели к распространению так называемой «белой плесени», которая была обнаружена в начале 2010 года. Плесень охватила почти один километр книжных полок. Пораженные книги пришлось немедленно изъять из каталога bibnet.lu. Сейчас читатели не имеют возможности пользоваться этими изданиями.